# Симонс, Лоран
Лоран Симонс (нидерл. Laurent Simons; род. 26 декабря 2009 года, Остенде, Бельгия) — бельгийско-нидерландский вундеркинд. Обладает фотографической памятью и коэффициентом интеллекта 145. В возрасте 8 лет окончил среднюю школу и стал студентом технического университета в Эйндховене. Ожидалось, что он получит диплом бакалавра, не достигнув ещё и 10 лет, став таким образом самым юным бакалавром в истории. Когда выяснилось, что это невозможно, родители решили прервать обучение Лорана в университете Эйндховена.

## Семья[2][6]
- Отец: Александр Симонс (нидерл. Alexander Simons), бельгиец; по специальности — зубной врач[7]
- Мать: Лидия Симонс (нидерл. Lydia Simons), голландка

Родители Лорана оставили работу, чтобы способствовать развитию своего сына.

## Биография[3][7]
Лоран родился в Бельгии. Поначалу его воспитывали бабушка с дедушкой, в то время как его родители жили и работали в Нидерландах. Однако затем он переехал к родителями в Амстердам. С четырёх до шести лет Лоран учился в начальной школе. В 6 лет он поступил в частную гимназию в Амстердаме, где учителя занимались с ним по индивидуальной программе. Программу последних двух классов — с математическим уклоном — Лоран прошёл в гимназии в городе Брюгге. Попутно он посещал летние курсы для одаренных детей в таких учебных заведениях, как Стэнфордский университет и Фэйрфилдский университет (США), неизменно становясь самым юным посетителем этих курсов в истории. В возрасте 8 лет он получил диплом об окончании средней школы и поступил на факультет электротехники в техническом университете в Эйндховене. Профессора университета отмечали уникальные способности Лорана. Для осваивания курса лекций, рассчитанного на 2-3 месяца, ему требовалась только неделя. Лоран планировал завершить программу обучения, рассчитанную на 3 года, всего за 10 месяцев. Он даже приступил к работе над своим дипломным проектом, посвящённым нейрокомпьютерному интерфейсу. Ожидалось, что Лоран получит диплом бакалавра к концу 2019 года, еще не достигнув 10-летнего возраста. Если бы это произошло, то он стал бы самым молодым бакалавром в истории. Однако в декабре администрация университета объявила, что завершить обучение в запланированные сроки невозможно. Разочарованные родители Лорана решили прервать обучение сына в университете Эйндховена. Планируется, что Лоран продолжит обучение в одном из американских или британских университетов. Он хочет поступить в аспирантуру и продолжить изучение электротехники, а также получить ещё одно образование — в области медицины. Лоран связывает своё будущее с созданием искусственных человеческих органов.